# جهاز الحاسب

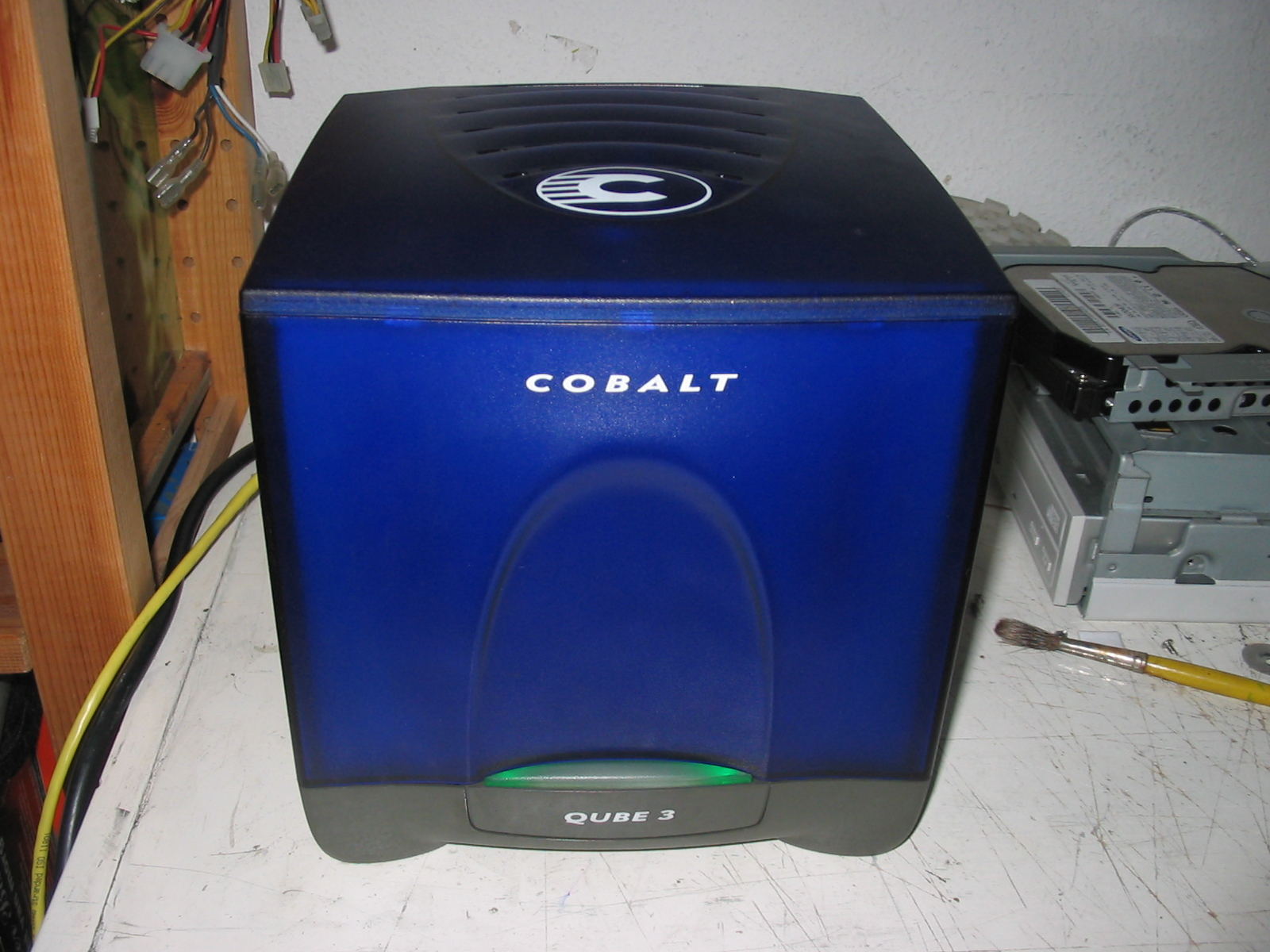

إن جهاز الحاسب هو مصطلح يطلق عمومًا على أي جهاز من عتاد الحاسوب يكون منفصلاً وقائمًا بذاته وله برمجيات متكاملة (برنامج ثابت)، مصممة خصيصًا لتوفير مصدر حوسبة خاص. وأصبحت هذه الأجهزة تعرف باسم «الأجهزة» للتشابه بينها وبين الأجهزة المنزلية التي عادة ما تكون «مغلقة ومحكمة الغلق» وغير معروضة للاستخدام. يحدث تكامل وتعريف مسبق بين الأجهزة والبرامج قبل التسليم للعميل، لتقديم حل «جاهز» للمشكلة المطلوب معالجتها. وعلى عكس الحاسبات ذات الأغراض العامة، فإن الأدوات عادة ما تكون مصممة لتتيح للعميل فرصة تغيير البرنامج (بما في ذلك نظام التشغيل الأساسي) أو تتيح له إعادة تعريف الجهاز.

## نظرة عامة
في العادة، تعمل البرمجيات التطبيقية على سطح نظام التشغيل ذي الأغراض العامة، التي تستخدم مصادر أجهزة الحاسب (الذاكرة الأساسية، ذاكرة التخزين، طاقة التشغيل، والشبكات والنطاق الترددي) لتلبية احتياجات تشغيل الحاسب الخاصة بالمستخدم.
وأهم ما في الطراز التقليدي هو ما يتعلق بالتعقيد. فمن المعقد أن تدمج نظام التشغيل وتطبيقات لجهاز نظام أساسي، ومن المعقد أن تدعمه بعد ذلك.
من خلال التقييد الموثق للأجهزة والبرامج، تصبح الأداة سهلة القابلية للنشر ويمكن استخدامها تقريبًا دون معرفة واسعة (أو عميقة) بتكنولوجيا المعلومات. ومن المهم أنه عند ظهور المشاكل أو الأخطاء، نادرًا ما يحتاج فريق الدعم إلى استكشافها بعمق أو إلى تفهم الموقف تمامًا. كل ما يحتاجه فريق الدعم هو التدرب على برنامج إدارة الأداة ليتمكن من حل أغلب المشكلات.
ويتمتع العملاء بتشغيل سهل في جميع طرز أجهزة الحاسوب. والأداة لها تركيبة واحدة لجهاز ونظام تشغيل وبرمجيات تطبيقية، وهذه التركيبة تم تثبيتها مسبقًا في المصنع. وهذا يغني العملاء عن عمل تكاملي معقد، ويحسن بصورة ملحوظة من تقنيات استكشاف الأخطاء وإصلاحها. وفي الواقع، هذه الخصائص التي يوفرها «التشغيل الجاهز» هي الفائدة المحركة التي يطلبها العملاء عند شراء الأدوات.
ولكي يصبح الجهاز أداة، يحتاج إلى أن يدمج ببرنامج، ويقدم الاثنين في حزمة واحدة.[بحاجة لمصدر] وهذا يفرق الأدوات عن الحلول «المحلية»، أو الحلول التي تتطلب عمليات تنفيذ معقدة (عن طريق المكاملات أو البائع المحسن للأجهزة والبرامج (VARs).
ويساعد أسلوب الأدوات في فصل الأنظمة والتطبيقات المختلفة في مركز البيانات مثلاً. وبمجرد فصل مورد، فيمكن أيضًا من الناحية النظرية مركزته ليصبح مشتركًا بين العديد من الأنظمة وإدارة بمركزية وتحسين أدائه، كل هذا دون الحاجة إلى إجراء تغيير في أي نظام آخر.

## أسلوب المبادلة بين أجهزة الحاسوب
يعد أكبر عيوب [بحاجة لمصدر] تشغيل تطبيقات الحاسب الآلي أنها صممت لتوريد مصادر محددة، وتتضمن في أغلب الأحيان نظام تشغيل مخصص يعمل على أجهزة متخصصة ولا تكون أيًا منها متوافقة على الأرجح مع أنظمة أخرى تم تشغيلها مسبقًا. العملاء يفتقدون المرونة

## أنواع الأجهزة
يعكس تنوع أجهزة الحاسب الآلي المدى الواسع لمصادر الحاسب الآلي التي توفرها للتطبيقات.
بعض الأمثلة
1. تقدم أجهزة التخزين كميات هائلة من التخزين ووظيفة إضافية عالية المستوى (على سبيل المثال: مرآوية القرص ودمج البيانات) لأنظمة مرفقة متعددة باستخدام نموذج شبكات التخزين المحلي.[1]
2. وأدوات الشبكةهي مسيّر له أغراض عامة s[2] يوفر جدار للحماية، بروتوكول طبقة المنافذ الآمنة (TLS)، رسالة، تصل لبروتوكولات الشبكات الخاصة (مثل خدمة رسائل ebXML ومضاعفة عرض النطاق الترددي للأنظمة المتعددة للأجهزة الصغيرة.
3. أدوات ضد الرسائل غير المرغوب فيها  لـرسائل البريد الإلكتروني غير المرغوب فيها
4. الأجهزة الظاهرية تتكون من «برنامج مراقب للأجهزة الظاهرية» (hypervisor) ونظام تشغيل مضمن يعمل على الجهاز. تتوافق طبقة برنامج مراقب الأجهزة الظاهرية مع عتاد الجهاز ولا يمكن أن يغيرها العميل ولكن يمكنه تحميل أنظمة تشغيل أخرى وتطبيقات في صورة أجهزة ظاهرية.